# Ernst Bahr (Historiker)
Ernst Karl Bahr (* 19. August 1907 in Kapellenhütte, Kreis Karthaus, Westpreußen; † 28. Mai 1998 in Marburg) war ein deutscher Historiker am Herder-Institut in Marburg.

## Leben und Wirken
Der Vater Gustav Albert Bahr war Landwirt und Hofbesitzer in Kapellenhütte, die Mutter war Johanna (Hanna), geb. Burandt. Ernst Bahr besuchte die Volksschule und die Handelsschule in Danzig, wo er 1923 die mittlere Reife erlangte. Anschließend war er als Handelsvertreter für einen dänischen Großsaathändler in Danzig und dann für eine Wiener Möbelfabrik tätig. Seit 1929 arbeitete er für Dr. August Oetker in Oliva.
1932 legte Ernst Bahr das Abitur für Nichtschüler in Danzig ab und begann ein Studium der Slawistik, Germanistik, Geschichte und Philosophie an der Technischen Hochschule. Im folgenden Jahr wechselte er nach Warschau, wo er Prokurist von Dr. August Oetker wurde und das Studium fortsetzen konnte. 1934 beendete er die berufliche Tätigkeit und absolvierte auswärtige Studiensemester in Marburg und Berlin. 1936 promovierte Bahr bei Erich Keyser in Danzig zum Dr. phil. Im folgenden Jahr war er bei diesem wissenschaftlich tätig.
Seit Ende 1937 arbeitete Ernst Bahr für die Industrie- und Handelskammer in Danzig in deren Archiv und Bibliothek und wurde Schriftleiter der Danziger Wirtschafts-Zeitung. 1939/40 und seit 1942 war er Soldat und geriet 1945 in amerikanische Kriegsgefangenschaft. Seit 1946 war Bahr für die amerikanischen Besatzungsbehörden in Bayern tätig.
1951 holte ihn Erich Keyser an das neue Herder-Institut in Marburg, das sich der ostmitteleuropäischen Geschichtsforschung widmet. Ernst Bahr wurde einer der produktivsten Mitarbeiter und veröffentlichte zahlreiche Bücher, Aufsätze und Artikel in den folgenden Jahrzehnten. Er wurde Schriftleiter und später Herausgeber der 90-bändigen Wissenschaftlichen Beiträge zur Geschichte und Landeskunde Ostmitteleuropas und seit 1975 Mitherausgeber der Altpreußischen Biographie. Schwerpunkt seiner Arbeiten blieb die Geschichte Westpreußens.
Ernst Bahr war Mitglied von Kommissionen und Vereinen zur Geschichte Westpreußens.

## Schriften (Auswahl)
- Das Territorium der Stadt Danzig und die Danziger Hospitalgüter bei der Preußischen Landesaufnahme von 1793. 2 Bände, Hamburg 1986/87.
- mit Richard Breyer, Ekkehard Buchhofer: Oberschlesien nach dem Zweiten Weltkrieg. Verwaltung, Bevölkerung, Wirtschaft. Herder-Institut, Marburg 1975.
- Das nördliche Westpreußen und Danzig nach 1945. Metzner, Frankfurt am Main 1960.
- Ostpommern unter polnischer Verwaltung. Metzner, Frankfurt am Main 1957.
- Die Verwaltungsgebiete Königlich-Preußens (1454–1772). In: Zeitschrift des Westpreußischen Geschichtsvereins 74, 1938, S. 49–181.